# Critérium National de la Route 1971
Il Critérium National de la Route 1971, quarantesima edizione della corsa, si svolse il 22 marzo su un percorso di 236 km, con partenza a Évreux e arrivo a Rouen. Fu vinto dal francese Raymond Poulidor della Fagor-Mercier-Hutchinson davanti ai suoi connazionali Gilbert Bellone e Daniel Ducreux.

## Ordine d'arrivo (Top 10)
| Pos. | Corridore          | Squadra                  | Tempo    |
| ---- | ------------------ | ------------------------ | -------- |
| 1    | Raymond Poulidor   | Fagor-Mercier-Hutchinson | 5h45'03" |
| 2    | Gilbert Bellone    | Sonolor-Lejeune          | a 31"    |
| 3    | Daniel Ducreux     | Bic                      | a 38"    |
| 4    | Georges Chappe     | Fagor-Mercier-Hutchinson | s.t.     |
| 5    | André Mollet       | Peugeot-BP-Michelin      | s.t.     |
| 6    | Bernard Thévenet   | Peugeot-BP-Michelin      | s.t.     |
| 7    | Raymond Delisle    | Peugeot-BP-Michelin      | s.t.     |
| 8    | Jean-Luc Molinéris | Sonolor-Lejeune          | s.t.     |
| 9    | Jean Jourden       | Peugeot-BP-Michelin      | s.t.     |
| 10   | Francis Campaner   | Bic                      | s.t.     |